# Food Hydrocolloids
Food Hydrocolloids ist eine wissenschaftliche Fachzeitschrift, die vom Elsevier-Verlag veröffentlicht wird. Die erste Ausgabe erschien im Jahr 1986. Derzeit erscheint die Zeitschrift mit zwölf Ausgaben im Jahr. Es werden Artikel veröffentlicht, die sich mit verschiedenen Aspekten von Makromolekülen in Lebensmitteln beschäftigen.
Der Impact Factor lag im Jahr 2014 bei 4,09. Nach der Statistik des ISI Web of Knowledge wird das Journal mit diesem Impact Factor in der Kategorie angewandte Chemie an dritter Stelle von 70 Zeitschriften und in der Kategorie Lebensmittelwissenschaft und -technologie an sechster Stelle von 123 Zeitschriften geführt.